# Сицилійська трансгресія
Сицилійська трансгресія (рос. сицилийская трансгрессия, англ. Sicilian transgression; нім. sizilische Transgression f) – трансгресія Середземного моря, що передує часу гюнцького зледеніння Альп. Найвищий рівень досягав висоти бл. 100 м. Осади сицилійської трансгресії часто зустрічаються на відмітках від 15-30 м до 80-100 м на узбережжях Іспанії, Італії, Франції і Марокко, де вони складають високо підняті тектонічними рухами морські тераси.